# Гунцген
Гу́нцген (нем. Gunzgen) — коммуна в Швейцарии, в кантоне Золотурн.
Входит в состав округа Ольтен. Население составляет 1606 человек (на 31 декабря 2007 года). Официальный код — 2578.